# إنترناشيونال تراك أند فيلد 2000
إنترناشيونال تراك أند فيلد 2000 (بالإنجليزية: International Track & Field 2000)‏ ، هي لعبة فيديو إلكترونية من نوع الرياضة الأولمبية، أنتجها شركة كونامي اليابانية سنة 1999م، وتعمل لأنظمة بلاي ستيشن و بلاي ستيشن 2 ودريم كاست و نينتندو 64 و جيم بوي كولر.

## وصلات خارجية
- إنترناشيونال تراك أند فيلد 2000 على موبي غيمز
- ESPN International Track & Field (Dreamcast and PlayStation 2) على موبي غيمز
- ESPN International Track & Field (Game Boy Color) على موبي غيمز